# Michele Skatar
Michele Skatar, hrvaško-italijanski rokometaš, 30. december 1985, Koper.
Skatar, ki je v svoji rokometni karieri igral za 12 različnih klubov iz štirih držav, je kot prvi Italijan zaigral v nemški Bundesligi in se je, prav tako kot prvi "azzurro" v zgodovini, uvrstil v finale enega od evropskih pokalov.
Od leta 2004 je član italijanske rokometne reprezentance, s katero je nastopil na sredozemskih igrah v letih 2005, 2009, 2013 in 2018. Skupno je za reprezentanco odigral 141 tekem in dosegel 589 golov. 
V sezoni 2005/2006 je s 233 zadetki bil najboljši strelec italijanske prve lige, Serie A.

## Kariera
- SSV Bozen Handball (02/21- )
- Soultz Bollwiller Handball (2020-01/2021)
- Strasbourg Eurométropole (2017-2020)
- Montélimar Cruas Handball (2016-2017)
- Cesson Rennes Métropole Handball (2014-2016)
- Handball Carpi (02/14-2014)
- HBC Nantes (2010-01/14)
- Mulhouse Handball Sud Alsace (2009-2010)
- TuS Nettelstedt-Lübbecke (2007-2009)
- TSG Friesenheim (2006-2007)
- Pallamano Trieste (2004-2006)
- RK Umag (1999-2004)